# تايجر أسبيكت
تايجر أسبيكت للانتاج (بالإنجليزية: Tiger Aspect Productions) هي شركة إنتاج تلفزيوني وسينمائي بريطانية، تشتهر بشكل خاص بأفلام الكوميديا . أسسها بيتر بينيت جونز ، وتضمنت إنتاجاتها نجاحات شعبية مثل Mr. Bean و The Vicar of Dibley . تأسست الشركة الحالية في عام 1993 من اندماج شركة Tiger Television التابعة لـ Bennett-Jones وشركة Aspect Film & Television التابعة لـ Paul Sommers.
كما أنتجت أيضًا مسلسلات درامية تلفزيونية مثل قانون مورفي وشيرلوك هولمز وقضية الجورب الحريري ، وفي أكتوبر 2006، بدأ عرض مسلسلها الدرامي روبن هود على قناة بي بي سي وان . كما أنتجوا أيضًا مسلسل تلفزيون الواقع الأمريكي Damage Control لقناة MTV ، ومسلسل الرسوم المتحركة للأطفال Charlie and Lola ، والذي استند إلى الكتب التي كتبتها لورين تشايلد . كما قامت شركة Tiger Aspect بإعداد فيلم وثائقي في مركز باكينجهامشير للسكك الحديدية (BRC)، كوينتون ، عن حياة السير جون بيتجمان بمناسبة احتفالاته بالذكرى المئوية له.
في يونيو 2006، تم شراء Tiger Aspect وTigress Productions  بواسطة IMG Media ، وهي مجموعة دولية للمواهب والحقوق، ولكن تم بيعها بعد ذلك إلى Endemol UK في نوفمبر 2009.

## روابط خارجية
- الموقع الرسمي